# Crista neural

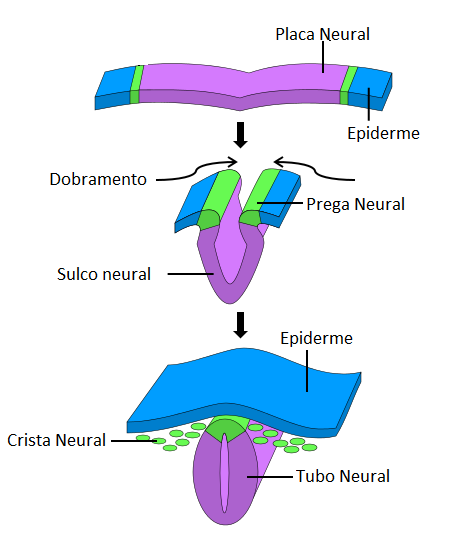
Ilustração da formação da crista neural durante a neurulação

Crista neural (NC) é uma população de células multipotentes descrita pela primeira vez por Wilhelm His em 1868. Essa contribui para a formação de ossos, cartilagem e tecido conectivo da face, neurônios e células da glia do sistema nervoso periférico, células de pigmentação da pele e, em algumas regiões do sistema cardio vascular, mesênquima e células de músculo liso e está presente apenas em embriões de vertebrados.
Ela se origina da interação da placa neural com o tecido ectodérmico não neural durante a gastrulação . Durante a neurulação há o levantamento das pregas neurais e fechamento do tubo neural, nesse processo acontece a delaminação das células da crista neural, essas permanecem próximas a região dorsal do tubo neural.
Antes da delaminação, as células presumíveis da crista neural são inicialmente ancoradas às células vizinhas por proteínas de junção de oclusão, como a ocludina [en], e moléculas de adesão celular, como NCAM e N-caderina [en]. As BMPs expressas dorsalmente iniciam a delaminação, induzindo a expressão dos fatores de transcrição da proteína dedo de zinco snail [en], slug [en] e twist [en]. Esses fatores desempenham um papel direto na indução da transição epitelial-mesenquimal, reduzindo a expressão de ocludina e N-caderina, além de promover a modificação das NCAMs com resíduos de ácido polissialico para diminuir a adesividade.

## Evolução
As células da crista neural (NCC's) são uma sinapomorfia dos vertebrados e foram evolutivamente necessárias para a formação da cabeça dos vertebrados. Acredita-se que os precursores das NCC's na escala evolutiva podem ser observados em cefalocordados e tunicados através de homólogos não funcionais deste grupo celular. Nestes casos estão presentes muitos dos fatores gênicos que promovem as características das células da crista neural, porém devido a vias metabólicas  não integradas entre si, estes grupos celulares não possuem a mesma funcionalidade que as NCC's vistas em vertebrados.

### Formação da cabeça está ligado à existência da crista neural
Através de experimentos funcionais, nos quais eram realizados explantes de crista neural de codorna em embriões de galinha, fora possível observar que muitas das estruturas que formam a cabeça são derivadas de células da crista neural, como parte do crânio e a mandíbula. Não somente as NCC's são capazes de formar diversas estruturas cefálicas , como estruturas cefálicas de provenientes de linhagens celulares diferentes dependem da sinalização proveniente das NCC's para sua correta formação. Um exemplo disso é que o desenvolvimento do cérebro  alterado caso seja retirada a crista neural cefálica. Estudos morfológicos apontam que esta interação da crista neural com o desenvolvimento do cérebro é mediada via FGF8.

## Morfologia e expressão gênica de especificadores da crista neural

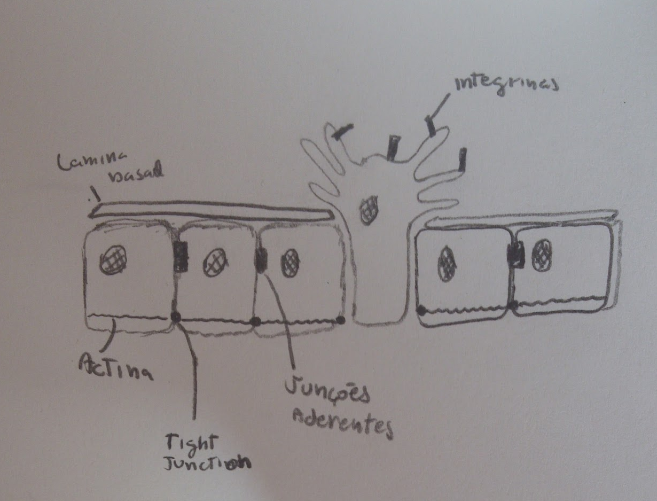
Na figura podemos ver as características da migração da crista neural. Dentre elas estão a perda da adesão celular, a expressão de integrinas e a passagem das células pela lâmina basal

Durante o processo de indução da crista neural, os padrões da sinalizações de BMP, WNT e FGF fazem com que sejam expressos diversos fatores de transcrição(tais como Pax3/7, Dlx5, Mxs1/2, Tfap2a) na região da borda da placa neural. Estes fatores de transcrição por sua vez ativam uma outra série de fatores de transcrição que irão especificar o destino das células da crista neural. Dentre estes fatores, os mais relevantes para a diferenciação das NCC's são os fatores de transcrição da famílias Snail, Fox e Sox.
Para que a migração das células da crista neural ocorra da maneira correta é necessário que haja mudanças morfológicas nestes grupos celulares de forma a serem capazes de realizar a transição de epitélio para mesênquima (EMT). Dentre estas mudanças morfológicas estão a perda da adesão com células vizinhas, a capacidade de atravessar a lâmina basal e a expressão de certos fatores necessários para a migração eficiente tais como integrinas. A perda da adesão celular deve-se ocorre através da quebra das junções aderentes e das tight junctions. A migração correta deste grupo celular depende fortemente da expressão de Rho GTPases que regularão as vias migratórias das células.

## Células da crista neural e o câncer
Devido a ampla capacidade de migração das células da crista neural devido a certos fatores de transcrição, é de se esperar que a expressão errônea destes fatores em células não migratórias sejam capazes de interferir gravemente no indivíduo. No caso de tumores a expressão de fatores migratórios associados à migração da crista neural está associada à metástase desde tipo de tumor. É o caso do gene Slug, o qual é necessário para a perda da adesão celular da crista neural e portanto faz parte da modulação da transição epitelial para mesenquimal.  Quando observa-se que este mesmo gene está sendo expresso em células tumorais, a o grau de malignidade do tumor tende a ser maior, assim como este gene tem um papel crítico na patogênese de tumores mesequimais. Portanto o estudo deste grupo celular se mostra importante para a compreensão não somente do desenvolvimento embrionário, porém também para o entendimento da progressão de alguns tipos tumorais e a forma com a qual ocorre a sua metástase. 

## Indução da crista neural
A formação da crista neural é induzida pela interação de sinalizações vindas da placa neural e do tecido ectodérmico não neuronal. Essas sinalizações sozinhas não são capazes de induzir a formação da crista neural, isso acontece apenas quando essas acontecem todas juntas. Essas sinalizações levam há uma cascata de sinalização que como resultado mudam a expressão genica dessas células. Assim essas podem se diferenciar, delaminar, migrar e formar as estruturas derivadas da crista neural.

### Sinalização por Bmp
A sinalização por Bmp ( bone morphogenetic proteins) ocorre devido a expressão diferenciada dessa proteína na placa neural e no tecido ectodérmico não neural gerando um gradiente de Bmp entre esses, ou seja, onde de forma a crista neural. Isso acontece pois o tecido ectodérmico não neural expressa Bmp e a placa neural não.

### Sinalização Wnt
A sinalização Wnt esta associada a diferenciação e sobrevivência das células da crista neural, sem essa há má formação de estruturas derivadas da crista neural. Além disso, Wnt produzida dorsalmente pelo tubo neural esta envolvido com a expansão e migração das células da crista neural.

### Sinalização por Fgf
Tem-se sugerido que o Fgf que faz a  sinalização da crista neural tem origem no mesoderma paraxial. A indução da crista neural é inibida quando é expresso um receptor de Fgf dominante negativo quando esses são combinados com o Fgf do mesoderma paraxial.

## Tipos de crista neural
As células da crista neural se diferenciam em diversas estruturas no embrião conforme sua localização no eixo antero-posterior do embrião. Elas podem ser divididas em quatro tipos: crista neural cranial, crista neural cardíaca, crista neural vagal e sacral e crista neural do tronco. A principal diferença entre as crista neural cranial e a truncal é que a crista cranial não apresenta a expressão de genes Hox enquanto na truncal o contrário ocorre. Esta característica é um dos fatores para as diferenças no processo de determinação e diferenciação deste tipo celular. Acredita-se que a ausência dos genes hox na crista neural cranial foi um dos fatores evolutivos para o surgimento das estruturas faciais nos vertebrados. 

### Crista neural cranial
Essas células migram dorsolateralmente e formam o mesênquima craniofacial. Este por sua vez se diferencia em cartilagem, osso, neurônios craniais, glia e tecidos conecfivos da face. Essas células também entram na faringe e dão origem as células do timo, odontoblastos e ossos da orelha media e mandíbula.

### Crista neural cardíaca
A crista neural cardíaca fica entre a crista neural cranial e a do tronco. As células dessa crista neural podem se desenvolver em melanócitos, neurônios, cartilagem e tecidos conectivos. Elas também produzem toda a parede tecidual musculoconectiva das grandes artérias e contribui para a formação do septo que separa a circulação pulmonar da aorta.

### Crista neural sacral e vagal
As células dessa crista neural geram os gânglios parassimpáticos da barriga.

### Crista neural do tronco
As células neurais do tronco podem tomar duas principais vias migratórias. A primeira é a transformação dessas células em melanócitos que migram dosolateralmente para a ectoderme e continuam até a linha mediana ventral da barriga. A segunda é a migração dessas células ventrolateralmente até a metade anterior de cada esclerótomo, essas células formam os gânglios da raiz dorsal que contem neurônios sensoriais. As células que continuam mais ventralmente formam  gânglios simpáticos, a medula adrenal e os agrupamentos de nervos que envolvem a aorta.